# Natalie Spooner
Natalie Spooner, född den 17 oktober 1990 i Scarborough i Kanada, är en kanadensisk ishockeyspelare som spelar för Toronto Furies och Kanadas damlandslag i ishockey.
Hon tog OS-guld i damernas ishockeyturnering i samband med de olympiska ishockeytävlingarna 2014 i Sotji. Vid hockeyturneringen vid olympiska vinterspelen 2018 i Pyeongchang spelade Spooner sin 100:de landskamp i öppningsmatchen och Kanada tog en silvermedalj.